# Campeonato de Primera División 1965 (Argentina)
El Campeonato de Primera División 1965 fue la trigésima quinta temporada y el trigésimo séptimo torneo de la era profesional de la Primera División de Argentina. Fue disputado en dos ruedas de todos contra todos, entre el 18 de abril y el 19 de diciembre. 
El campeón fue el Club Atlético Boca Juniors, con lo que obtuvo su quinto bicampeonato y la clasificación a la Copa Libertadores 1966, junto con el subcampeón, el Club Atlético River Plate. Fue esa la primera edición del máximo torneo sudamericano de la que tomaron parte dos representantes por país.
No hubo descensos a la Primera B, dado que se suspendieron por tercer año consecutivo, a pesar de estar en vigencia el sistema de promedios.

## Ascensos y descensos
| Pos | Equipos ascendidos |
| --- | ------------------ |
| 1.º | Lanús              |
| 2.º | Platense           |

| Equipos descendidos en la temporada 1964 |
| ---------------------------------------- |
| No hubo                                  |

De este modo, el número de participantes aumentó a 18.

## Equipos
| Equipo             | Ciudad       |
| ------------------ | ------------ |
| Argentinos Juniors | Buenos Aires |
| Atlanta            | Buenos Aires |
| Banfield           | Banfield     |
| Boca Juniors       | Buenos Aires |
| Chacarita Juniors  | Villa Maipú  |
| Estudiantes        | La Plata     |
| Ferro Carril Oeste | Buenos Aires |
| Gimnasia y Esgrima | La Plata     |
| Huracán            | Buenos Aires |
| Independiente      | Avellaneda   |
| Lanús              | Lanús        |
| Newell's Old Boys  | Rosario      |
| Platense           | Buenos Aires |
| Racing Club        | Avellaneda   |
| River Plate        | Buenos Aires |
| Rosario Central    | Rosario      |
| San Lorenzo        | Buenos Aires |
| Vélez Sarsfield    | Buenos Aires |

### Distribución geográfica de los equipos
| Región                 | Cant. | Equipos |
| ---------------------- | ----- | --- |
| Ciudad de Buenos Aires | 9     | Argentinos Juniors, Atlanta, Boca Juniors, Ferro Carril Oeste, Huracán, Platense, River Plate, San Lorenzo y Vélez Sarsfield |
| Conurbano bonaerense   | 5     | Banfield, Chacarita Juniors, Independiente, Lanús y Racing Club                                                              |
| Ciudad de La Plata     | 2     | Estudiantes y Gimnasia y Esgrima                                                                                             |
| Ciudad de Rosario      | 2     | Newell's Old Boys y Rosario Central                                                                                          |

## Tabla de posiciones final
| Pos. | Equipo                  | Pts. | PJ | PG | PE | PP | GF | GC | Dif. |
| ---- | ----------------------- | ---- | -- | -- | -- | -- | -- | -- | ---- |
| 1.º  | Boca Juniors            | 50   | 34 | 19 | 12 | 3  | 55 | 30 | 25   |
| 2.º  | River Plate             | 49   | 34 | 22 | 5  | 7  | 55 | 24 | 31   |
| 3.º  | Vélez Sarsfield         | 40   | 34 | 14 | 12 | 8  | 48 | 32 | 16   |
| 4.º  | Ferro Carril Oeste      | 37   | 34 | 11 | 15 | 8  | 41 | 33 | 8    |
| 5.º  | Racing Club             | 36   | 34 | 10 | 16 | 8  | 39 | 35 | 4    |
| 6.º  | Estudiantes (LP)        | 36   | 34 | 13 | 10 | 11 | 41 | 39 | 2    |
| 7.º  | Platense                | 35   | 34 | 12 | 11 | 11 | 37 | 30 | 7    |
| 8.º  | San Lorenzo             | 34   | 34 | 12 | 10 | 12 | 41 | 35 | 6    |
| 9.º  | Banfield                | 34   | 34 | 11 | 12 | 11 | 34 | 32 | 2    |
| 10.º | Rosario Central         | 32   | 34 | 9  | 14 | 11 | 37 | 39 | −2   |
| 11.º | Newell's Old Boys       | 32   | 34 | 9  | 14 | 11 | 29 | 40 | −11  |
| 12.º | Huracán                 | 31   | 34 | 11 | 9  | 14 | 45 | 54 | −9   |
| 13.º | Independiente           | 31   | 34 | 8  | 15 | 11 | 30 | 31 | −1   |
| 14.º | Atlanta                 | 29   | 34 | 9  | 11 | 14 | 33 | 42 | −9   |
| 15.º | Lanús                   | 29   | 34 | 9  | 11 | 14 | 31 | 43 | −12  |
| 16.º | Argentinos Juniors      | 28   | 34 | 10 | 8  | 16 | 41 | 51 | −10  |
| 17.º | Gimnasia y Esgrima (LP) | 25   | 34 | 9  | 7  | 18 | 31 | 57 | −26  |
| 18.º | Chacarita Juniors       | 24   | 34 | 5  | 14 | 15 | 32 | 53 | −21  |

|  | Campeón. Clasificado a la Copa Libertadores 1966    |
|  | Subcampeón. Clasificado a la Copa Libertadores 1966 |

## Evolución de las posiciones

### Primera rueda
| Equipo / Fecha          | 1    | 2    | 3    | 4    | 5    | 6    | 7    | 8    | 9    | 10   | 11   | 12   | 13   | 14   | 15   | 16   | 17   |
| ----------------------- | ---- | ---- | ---- | ---- | ---- | ---- | ---- | ---- | ---- | ---- | ---- | ---- | ---- | ---- | ---- | ---- | ---- |
| Boca Juniors            | 6.º  | 8.º  | 5.º  | 6.º  | 6.º  | 3.º  | 5.º  | 6.º  | 6.º  | 6.º  | 3.º  | 4.º  | 4.º  | 3.º  | 3.º  | 4.º  | 3.º  |
| River Plate             | 16.º | 6.º  | 11.º | 12.º | 7.º  | 5.º  | 1.º  | 1.º  | 1.º  | 1.º  | 1.º  | 1.º  | 1.º  | 1.º  | 1.º  | 1.º  | 1.º  |
| Vélez Sarsfield         | 6.º  | 5.º  | 1.º  | 4.º  | 2.º  | 2.º  | 3.º  | 2.º  | 2.º  | 4.º  | 4.º  | 2.º  | 2.º  | 2.º  | 2.º  | 2.º  | 2.º  |
| Ferro Carril Oeste      | 1.º  | 3.º  | 4.º  | 2.º  | 3.º  | 7.º  | 4.º  | 4.º  | 3.º  | 2.º  | 6.º  | 3.º  | 3.º  | 4.º  | 4.º  | 3.º  | 4.º  |
| Racing Club             | 6.º  | 15.º | 8.º  | 10.º | 13.º | 13.º | 13.º | 13.º | 13.º | 12.º | 16.º | 13.º | 14.º | 15.º | 17.º | 17.º | 18.º |
| Estudiantes (LP)        | 18.º | 17.º | 17.º | 13.º | 8.º  | 6.º  | 7.º  | 7.º  | 11.º | 11.º | 9.º  | 6.º  | 8.º  | 6.º  | 9.º  | 9.º  | 8.º  |
| Platense                | 4.º  | 11.º | 15.º | 18.º | 18.º | 12.º | 8.º  | 8.º  | 9.º  | 10.º | 10.º | 10.º | 13.º | 13.º | 14.º | 14.º | 15.º |
| San Lorenzo             | 6.º  | 10.º | 16.º | 16.º | 10.º | 14.º | 15.º | 16.º | 17.º | 15.º | 13.º | 15.º | 10.º | 10.º | 7.º  | 6.º  | 6.º  |
| Banfield                | 6.º  | 4.º  | 2.º  | 1.º  | 1.º  | 4.º  | 6.º  | 5.º  | 4.º  | 5.º  | 2.º  | 5.º  | 5.º  | 5.º  | 5.º  | 5.º  | 5.º  |
| Rosario Central         | 3.º  | 1.º  | 3.º  | 3.º  | 4.º  | 1.º  | 2.º  | 3.º  | 5.º  | 3.º  | 5.º  | 7.º  | 9.º  | 9.º  | 11.º | 10.º | 10.º |
| Newell's Old Boys       | 6.º  | 12.º | 9.º  | 11.º | 15.º | 18.º | 18.º | 18.º | 15.º | 16.º | 17.º | 17.º | 18.º | 18.º | 15.º | 15.º | 13.º |
| Independiente           | 14.º | 14.º | 12.º | 15.º | 16.º | 15.º | 14.º | 10.º | 7.º  | 8.º  | 8.º  | 9.º  | 7.º  | 8.º  | 6.º  | 7.º  | 7.º  |
| Huracán                 | 1.º  | 6.º  | 7.º  | 7.º  | 11.º | 16.º | 16.º | 17.º | 18.º | 17.º | 14.º | 12.º | 15.º | 17.º | 13.º | 13.º | 14.º |
| Atlanta                 | 16.º | 18.º | 18.º | 17.º | 17.º | 11.º | 10.º | 9.º  | 12.º | 13.º | 15.º | 18.º | 17.º | 16.º | 16.º | 16.º | 16.º |
| Lanús                   | 14.º | 16.º | 12.º | 9.º  | 9.º  | 8.º  | 9.º  | 11.º | 8.º  | 9.º  | 11.º | 11.º | 11.º | 11.º | 8.º  | 11.º | 12.º |
| Argentinos Juniors      | 6.º  | 2.º  | 6.º  | 5.º  | 5.º  | 9.º  | 12.º | 12.º | 10.º | 7.º  | 7.º  | 8.º  | 6.º  | 7.º  | 10.º | 8.º  | 9.º  |
| Gimnasia y Esgrima (LP) | 4.º  | 8.º  | 12.º | 8.º  | 12.º | 10.º | 11.º | 14.º | 16.º | 18.º | 18.º | 16.º | 16.º | 12.º | 12.º | 12.º | 11.º |
| Chacarita Juniors       | 6.º  | 12.º | 9.º  | 14.º | 14.º | 17.º | 17.º | 15.º | 14.º | 14.º | 12.º | 14.º | 12.º | 14.º | 17.º | 18.º | 17.º |

| 1. |

### Segunda rueda
| Equipo / Fecha          | 18   | 19   | 20   | 21   | 22   | 23   | 24   | 25   | 26   | 27   | 28   | 29   | 30   | 31   | 32   | 33   | 34   |
| ----------------------- | ---- | ---- | ---- | ---- | ---- | ---- | ---- | ---- | ---- | ---- | ---- | ---- | ---- | ---- | ---- | ---- | ---- |
| Boca Juniors            | 2.º  | 2.º  | 2.º  | 2.º  | 2.º  | 2.º  | 2.º  | 2.º  | 2.º  | 2.º  | 2.º  | 2.º  | 2.º  | 2.º  | 1.º  | 1.º  | 1.º  |
| River Plate             | 1.º  | 1.º  | 1.º  | 1.º  | 1.º  | 1.º  | 1.º  | 1.º  | 1.º  | 1.º  | 1.º  | 1.º  | 1.º  | 1.º  | 2.º  | 2.º  | 2.º  |
| Vélez Sarsfield         | 4.º  | 3.º  | 3.º  | 3.º  | 3.º  | 3.º  | 3.º  | 3.º  | 3.º  | 3.º  | 3.º  | 3.º  | 3.º  | 3.º  | 3.º  | 3.º  | 3.º  |
| Ferro Carril Oeste      | 3.º  | 4.º  | 4.º  | 4.º  | 4.º  | 4.º  | 4.º  | 4.º  | 4.º  | 4.º  | 4.º  | 4.º  | 4.º  | 4.º  | 4.º  | 4.º  | 4.º  |
| Racing Club             | 17.º | 13.º | 17.º | 16.º | 14.º | 13.º | 14.º | 11.º | 11.º | 12.º | 10.º | 10.º | 10.º | 9.º  | 8.º  | 7.º  | 5.º  |
| Estudiantes (LP)        | 7.º  | 7.º  | 7.º  | 8.º  | 7.º  | 7.º  | 7.º  | 8.º  | 7.º  | 8.º  | 7.º  | 6.º  | 8.º  | 5.º  | 7.º  | 6.º  | 6.º  |
| Platense                | 18.º | 14.º | 13.º | 13.º | 12.º | 12.º | 13.º | 12.º | 13.º | 11.º | 9.º  | 8.º  | 6.º  | 8.º  | 5.º  | 5.º  | 7.º  |
| San Lorenzo             | 6.º  | 6.º  | 5.º  | 6.º  | 5.º  | 5.º  | 6.º  | 6.º  | 6.º  | 6.º  | 8.º  | 7.º  | 7.º  | 7.º  | 9.º  | 9.º  | 8.º  |
| Banfield                | 5.º  | 5.º  | 6.º  | 5.º  | 6.º  | 6.º  | 5.º  | 5.º  | 5.º  | 5.º  | 5.º  | 5.º  | 5.º  | 6.º  | 6.º  | 8.º  | 9.º  |
| Rosario Central         | 11.º | 12.º | 10.º | 9.º  | 10.º | 9.º  | 8.º  | 7.º  | 8.º  | 7.º  | 6.º  | 9.º  | 9.º  | 10.º | 10.º | 10.º | 10.º |
| Newell's Old Boys       | 13.º | 16.º | 18.º | 17.º | 17.º | 15.º | 17.º | 17.º | 15.º | 13.º | 14.º | 14.º | 16.º | 16.º | 14.º | 14.º | 11.º |
| Independiente           | 10.º | 10.º | 11.º | 12.º | 13.º | 14.º | 12.º | 14.º | 12.º | 14.º | 13.º | 13.º | 11.º | 11.º | 11.º | 11.º | 12.º |
| Huracán                 | 14.º | 17.º | 14.º | 18.º | 18.º | 18.º | 18.º | 18.º | 16.º | 15.º | 15.º | 16.º | 14.º | 12.º | 13.º | 13.º | 13.º |
| Atlanta                 | 15.º | 18.º | 15.º | 14.º | 15.º | 16.º | 15.º | 15.º | 17.º | 18.º | 18.º | 15.º | 17.º | 17.º | 16.º | 16.º | 14.º |
| Lanús                   | 12.º | 11.º | 12.º | 10.º | 9.º  | 10.º | 11.º | 13.º | 14.º | 17.º | 17.º | 17.º | 15.º | 14.º | 15.º | 15.º | 15.º |
| Argentinos Juniors      | 8.º  | 9.º  | 9.º  | 11.º | 11.º | 11.º | 9.º  | 10.º | 10.º | 9.º  | 11.º | 11.º | 12.º | 13.º | 12.º | 12.º | 16.º |
| Gimnasia y Esgrima (LP) | 9.º  | 8.º  | 8.º  | 7.º  | 8.º  | 8.º  | 10.º | 9.º  | 9.º  | 10.º | 12.º | 12.º | 13.º | 15.º | 17.º | 17.º | 17.º |
| Chacarita Juniors       | 16.º | 15.º | 16.º | 15.º | 16.º | 17.º | 16.º | 16.º | 18.º | 16.º | 16.º | 18.º | 18.º | 18.º | 18.º | 18.º | 18.º |

| 1. 2. |

## Descensos y ascensos
Con los descensos anulados y el ascenso de Colón y Quilmes, los equipos participantes del Campeonato de Primera División 1966 aumentaron a 20.

## Goleadores
| Jugador | Jugador             | Goles | Equipo           |
| ------- | ------------------- | ----- | ---------------- |
| 1       | Juan Carlos Carone  | 19    | Vélez Sarsfield  |
| 2       | Eladio Zárate       | 18    | Huracán          |
| 3       | Alfredo Rojas       | 17    | Boca Juniors     |
| 4       | Oscar Más           | 16    | River Plate      |
| 5       | Eduardo Flores      | 14    | Estudiantes (LP) |
| 6       | Juan Carlos Lallana | 14    | River Plate      |